# Xã West Fork, Quận Monona, Iowa
Xã West Fork (tiếng Anh: West Fork Township) là một xã thuộc quận Monona, tiểu bang Iowa, Hoa Kỳ. Năm 2010, dân số của xã này là 274 người.